# Liviu Vârciu
Liviu Vârciu (n. 17 martie 1981, Constanța, România) este un actor, prezentator și cântăreț român. Liviu a înființat în anul 1998 împreună cu Aurelian Ciocan trupa L.A. după care l-au cooptat în acest proiect muzical și pe Adrian Zainea. La un an de la înființare împreună cu casa de discuri Alpha Sound au lansat pe piața muzicală albumul „Femeia”, care a bătut toate recordurile în vânzări de până atunci de pe piața muzicală românească. Au urmat alte trei albume marca L.A. care au beneficiat de același succes răsunător în materie de vânzări.
În 2002 trupa a decis să își schimbe radical stilul și imaginea. Au publicat și o carte despre viața și cariera lor intitulată „Toată viața mea”. În 2001 au obținut premiul pentru „Cel mai bun album de muzică de petrecere”. Doi ani mai târziu au primit premiul pentru „Cel mai îndrăzneț proiect muzical al anului 2003”.

## Actoria și televiziunea
A debutat în 1998 ca solist în trupa L.A. Din 1999 și până în 2004, L.A a lansat 8 albume de muzică de petrecere, dintre care cele mai cunoscute fiind "Femeia", "Ochii tăi" și "Când vine noaptea". Trupa s-a destrămat în 2005, din motive necunoscute.
În 2002, Liviu Vârciu este cooptat de Sorinel Puștiu într-un proiect muzical, înregistrând împreună 4 manele: "Eu am crezut", "Eu îmi distrez nopțile", "Dragoste inima mea" și "Tu ești jumătatea mea".
Din anul 2005 Liviu a început să îmbrățișeze meseria de actor, în diferite producții de televiziune. A jucat în "Secretul Mariei", "Fast food", "Scene de căsnicie", cele trei seriale fiind realizate pentru Antena 1. A mai jucat și în serialul "Chiquitas" difuzat la Kanal D. A schimbat apoi trustul mutându-se la Pro TV, unde a jucat în "State de România". Pe lângă cariera muzicală și cea de actor a încercat-o și pe cea de prezentator, realizând împreună cu Cristina Cioran emisiunea "Masculin x Feminin".
În 2012 și 2013 a prezentat „Roata norocului” și a fost partenerul lui Teo Trandafir, la Kanal D. Tot aici a mai prezentat și „Autobuzul lui Vârciu” și „Camera comorilor”.
În 2013, Liviu lansează încă un single ("Vecina"), dar și un featuring cu Pavel Stratan, numit "Nata".
În 2015 și 2019 participă la show-ul de divertisment al transformărilor de căntăreți „Te Cunosc De Undeva” la Antena 1.
În 2017 prezintă show-ul de karaoke „Za Za Sing” la Antena 1. În același an participă ca și concurent în emisiunea „Asia Express”, produsă de Mona Segall. 
Între anul 2018 și anul 2019 îl interpretează pe Costică, în serialul „Fructul oprit”, difuzat de Antena 1. Participă ca și coprezentator la emisiunea „Asia Express: Drumul Elefantului”.

## Viața personală
Liviu Vârciu a fost căsătorit între 2009 și 2010 cu Adelina Pestrițu. Dintr-o scurtă relație cu Ramona Teiceanu, Liviu Vârciu are o fiică, Carmina. Din 2016 are o relație cu Anda Călin. A doua fiică a acestuia, Anastasia-Maria, s-a născut în 2017. În anul 2020, se naște al doilea copil al cuplului, un băiat - Liviu-Matei 

## Filmografie
- Secretul Mariei (serial TV, 2005) - Oliver
- State de România (serial TV, 2009) - Orlando
- Moștenirea (serial TV, 2010) - Orlando
- S-a furat mireasa (2012) - MC
- Ho Ho Ho 2: O loterie de familie (2012) - Nicu
- CulTour (serial TV, 2018) - el însuși
- Fructul oprit (serial TV, 2018) - 13 episoade, 2018
- Zăpadă, Ceai și Dragoste (2020)
- Zăpadă, Ceai și Dragoste 2: Cu puțin noroc (2024)
- Proaspăt căsătoriţi (2025) - Răzvan